# 마들로
마들로는 서울특별시 노원구 월계동 월릉교사거리에서 서울특별시 도봉구 도봉동 서울창포원을 잇는 서울특별시의 도로이다.

## 통과 구간
서울특별시
- 노원구: 월릉교사거리(화랑로) - 한천교 - 월계이마트앞 - 월계지하보차도(월계로) - 월계역입구삼거리
- 도봉구: 녹천교사거리(덕릉로) - 도봉경찰서앞사거리(노해로) - 창동운동장앞삼거리 - 서울문화고교사거리(방학로) - 도봉구청 - 서울북부지방법원 - 노원교사거리 - 누원고등학교 - 서울창포원